# Hegemony (serie)
Hegemony es una serie de juegos de estrategia para ordenadores desarrollados del estudio canadiense Longbow Games (Longbow Digital Arts). Los juegos combinan una gran estrategia histórica con batallas en tiempo real sobre un mapa libremente ingrandibile.

## Modalidad de juego
Los juegos involucran la gestión de los recursos, la gestión del imperio y las conquistas. Su mecanismo único es la creación de cadenas de obtención que se conectan a los centros de obtención a través la infraestructura del jugador, abasteciendo así abastecimientos a sus ejércitos. Los juegos incluyen campañas históricas con script (Filipo II de Macedonia, Julio César, Pirro de Epiro) y una modalidad sandbox, en la cual el objetivo es recoger "apunte hegemonía". La victoria puede ser obtenida a través una combinación de superioridad cultural, militar, naval y económica.

### Zoom sin fisuras
Una de las características más atractivas de Hegemony es que permite al jugador alejar y comandar tropas a nivel estratégico y acercarse a una batalla en particular y manejar las tácticas de las unidades individuales. La posibilidad de jugar a diferentes niveles de detalle y la razonable sofisticación de las tácticas de las unidades proporciona un nivel de fluidez a la guerra que no es igualado por otros wargames antiguos.

### Tácticas de las unidades
El jugador puede imponer una variedad de unidades históricamente apropiadas -desde falanges hasta peltastas, desde caballería ligera y caballería pesada hasta arqueros- seleccionando un centro urbano controlado y sacando de la población de ese centro para levantar una unidad. Cada unidad tiene un nivel de moral, suministro de alimentos e iniciativa, y cada unidad tiene diferentes usos en la batalla. La infantería pesada se acerca al combate cuerpo a cuerpo, los peltastas lanzan jabalinas, ceden terreno y se reagrupan para otro lanzamiento, la caballería pesada monta formidables ataques por el flanco y la retaguardia, pero se ve abrumada cuando ataca a la infantería pesada bien formada en el frente.

### Líneas de suministro
Igualmente importante para la validez histórica del juego es el papel de los suministros y la logística, algo que Hegemony modela con más eficacia que cualquier otro juego de guerra antigua. La red de suministros del jugador es el núcleo de los sistemas del juego. Las aldeas y las ciudades son la base del sistema. Cada centro urbano tiene una cierta cantidad de mano de obra y proporciona una cierta cantidad de alimentos. Las granjas cercanas pueden estar unidas a una ciudad por líneas de suministro, haciendo que los alimentos de la granja se recojan en la ciudad. El abastecimiento afecta a cada unidad de dos maneras muy importantes. En primer lugar, cada unidad debe mantener un suministro adecuado de alimentos. Si la unidad se queda sin suministros y sin comida, su moral caerá precipitadamente y se desintegrará al primer contacto en la batalla. En segundo lugar, las líneas de suministro determinan la disponibilidad de reclutas. Una unidad que esté por debajo de la fuerza óptima sólo recibirá nuevos reclutas si está dentro del radio de un nodo de suministro que esté conectado con la ciudad de origen de la unidad. Lo que esto significa en la práctica es que el jugador debe preocuparse siempre de mantener las líneas de suministro, gestionar el flujo de alimentos para satisfacer las necesidades de los nodos individuales y vigilar los nodos y los enlaces.

### Banda sonora adaptable
La banda sonora de Hegemony se compuso para que evolucionara constantemente, en respuesta al nivel de intensidad del juego, y aleatoriamente cuando el juego es relativamente estático. Contiene múltiples temas, cada uno con su propio contenido armónico, melódico y rítmico. Estos temas separados se escribieron para que cada uno pueda preceder o seguir a cualquier otro tema sin problemas.

## Hegemony Gold: Wars of Ancient Greece
Hegemony Gold: Wars of Ancient Greece estaba basado sobre Hegemony: Philip of Macedon, publicado el 5 de diciembre de 2010, que ha sido seleccionado para el Penny Arcade Expo PAX10 Showcase para juegos independientes   . Esta primera versión ha sido liberada sólo sobre el sitio web del estudio de desarrollo Longbow y no es más disponible.
Hegemony Gold: Wars of Ancient Greece ha sido liberado el 30 de marzo de 2012. Ambientado en la antigua Grecia, Hegemony Gold presenta una modalidad sandbox con 26 facciones, adicionalmente a la campaña de Filippo de Macedonia y a las campañas para Sparta y Atene.

### Acogida
En Steam, Hegemony Gold tiene críticas "muy positivas". GameStar ha referido que Hegemony: Phillip of Macedon ha ofrecido "Demanding Grand Real-Time Strategy" y lo ha valorado 73/100, a pesar de la gráfica del juego no satisficiera estándar elevados  . La revista de juegos de estrategia Armchair General ha asignado incluso a Hegemony Gold una puntuación de 93/100  . Además, el juego ha recibido las siguientes evaluaciones: PC Master 84%, Destructoid 75% y GamingXP 70%.

## Hegemony Rome: The Rise of Caesar
Hegemony Rome: The Rise of Caesar ha sido liberado el 15 de mayo de 2014. Comprende cuatro campañas que ripercorrono el camino de Cesare refinado a la conquista de la Gallia  .

### Acogida
Hegemony Rome: The Rise of Caesar estaba visto como un sucesor menos sofisticado de Hegemony Gold . La utilización del mismo ciclo de juego principal sobre un mapa más grande sin nuevas maquinales ha contribuido a la ripetitività del juego. Strategy Gamer lo ha valorado 6/10, observando: “Hay muy de decir sobre Hegemony Rome, y a veces las cuestiones sencillas vuelven más interesantes si cogió sobre una escalera más amplia. Pero un juego de estrategia de verdad excepcional no debería nunca ser así ripetitivo, no importa cuánto bondadosos los romanos apreciaran sus conquistas bondadosas y metódicamente previsibles". Al mismo tiempo, el podcast estratégico Three Moves Ahead ha descrito la campaña Caesar como vecina a la realidad y que requiere interesantes decisiones estratégicas. Además, el juego ha recibido las siguientes evaluaciones: Hooked Gamers 82%, GameWatcher 70% y GameSpot 50%. Hooked Gamers: "Es el ensueño de cada comandante".

## Hegemony III: Clash of the Ancients
Hegemony III: Clash of the Ancients ha sido liberado el 25 de agosto de 2015. El jugador coge el comando de una de las 25 facciones en Italia, primera del surgimiento de Roma, y trata de unir la península italiana. En el juego base, el jugador puede elegir una facción de los grupos de facción latina, sabelliana, griega, celta o etrusca.

### Acogida
Hegemony III: Clash of the Ancients inicialmente ha tenido una acogida mayoritariamente positivo. Sufrido después de la expedición y antes de que llegaran las tres correcciones, ha sido criticado para sus errores (bug) y la mala IA. Game Watcher ha dado 6/10, afirmando "Quería apreciar Hegemony III, pero era demasiado frustrante".  . Por otro lado, WCCFtech lo ha valorado 7,8 / 10  y StrategyFront Gaming ha afirmado que "[es] una experiencia compleja y gratificante que puede resistir a personajes del calibre de Total War".  . En Alemania, los jugadores atestiguan su grande rigiocabilità. En el 2016, el podcast de juego de estrategia Three Moves Ahead es discutido de como el juego no se es evolucionado mucho en el tiempo, y como no puede ofrecer la misma diplomacia o juego de extraídas opciones como otros títulos estrategia de oferta.

### Expansiones
Una expansión, The Eagle King, ha sido liberada el 16 de febrero de 2017. The Eagle King presenta una campaña en la cual el jugador asume el rol de Rey Pirro del Epiro que lanza una invasión de la Italia meridional para salvar las ciudades#-estado griegas de la nascente República Romana. Alternativamente, el jugador puede tuffarsi en una invasión sandbox. El papel ha recibido una extensión en Sicilia. Esta expansión ha recibido el plauso de la crítica; StrategyFront Gaming lo ha descrito como una "vuelta" para la serie  . Ha sido considerado un paso importante hacia el ulterior desarrollo de la serie en el suyo juntos.

## Cuadro de las evaluaciones
| Revisión                                                  | Hegemony Gold | Hegemony Rome | Hegemony III |
| --------------------------------------------------------- | ------------- | ------------- | ------------ |
| GameStar                                                  | 73%           |               |              |
| Armchair General                                          | 93%           |               |              |
| PC Masters                                                | 84%           |               |              |
| Destructoid                                               | 75%           |               |              |
| GamingXP                                                  | 70%           |               |              |
| Strategy Gamer                                            |               | 60%           |              |
| Hooked Gamers                                             |               | 82%           |              |
| GameWatcher                                               |               | 70%           | 60%          |
| GameSpot                                                  |               | 50%           |              |
| WCCFTech                                                  |               |               | 78%          |
| Mediana                                                   | 79%           | 66%           | 69%          |
| Serias mediana                                            | 72%           | 72%           | 72%          |
| Evaluación de los usuarios de Steam (número de opiniones) | 96% (176)     | 60% (428)     | 79% (445)    |
| Serias mediana                                            | 74%           | 74%           | 74%          |